# Reyer Venezia Mestre 2022-2023
Questa voce raccoglie le informazioni riguardanti la Reyer Venezia Mestre nelle competizioni ufficiali della stagione 2022-2023.

## Stagione
La stagione 2022-2023 della Reyer Venezia Mestre sponsorizzata Umana, è la 53ª nel massimo campionato italiano di pallacanestro, la Serie A.

## Organigramma societario
Dal sito internet della società.
Area dirigenziale
- Presidente: Federico Casarin
- Club Manager: Eugenio Dalmasson
- Resp. Amministrativo: Luca favaro
- Dirigente: Francesco Terrin
- Dirigente: Mauro Sartori
- Dirigente: Matteo Vianello

Area tecnica
- Allenatore: Neven Spahija
- Vice allenatore: Gianluca Tucci
- Vice allenatore: Alberto Billio
- Vice allenatore: Simone Bianchi
- Preparatore atletico: Matteo Xalle
- Team Manager: Riccardo Pozzi
- Resp. Settore giovanile: Francesco Benedetti

Area medica
- Medico sociale: Roberto Novelli
- Medico: Federico Munarin
- Fisioterapista: Edoardo Zanetti
- Fisioterapista: Alberto De Bei
- Fisioterapista: Leopoldo Buttinoni
- Massaggiatore: Carlo Caria

Area marketing&ticketing
- Marketing Manager: Paolo Bettio
- Responsabile Comunicazione: Francesco Rigo
- Marketing e Comunicazione: Luca Voltolina

## Roster
Aggiornato al 15 febbraio 2023.
| Umana Reyer Venezia 2022-23 | Umana Reyer Venezia 2022-23 |
| Giocatori                   | Staff tecnico               |
| --------------------------- | --------------------------- |

| N. | Naz.                                       | Ruolo | Nome                | Anno | Alt.   | Peso   |  |
| -- | ------------------------------------------ | ----- | ------------------- | ---- | ------ | ------ |  |
| 0  | Italia (bandiera)                          | P     | Marco Spissu        | 1995 | 185 cm | 81 kg  |  |
| 00 | Italia (bandiera)                          | C     | Amedeo Tessitori    | 1994 | 207 cm | 107 kg |  |
| 2  | Stati Uniti (bandiera)                     | A     | Jordan Parks        | 1994 | 201 cm | 92 kg  |  |
| 3  | Stati Uniti (bandiera)                     | G     | Kendrick Ray        | 1994 | 190 cm | 91 kg  |  |
| 5  | Stati Uniti (bandiera)                     | G     | Allerik Freeman     | 1994 | 190 cm | 91 kg  |  |
| 6  | Stati Uniti (bandiera) · Grecia (bandiera) | AP    | Michael Bramos (C)  | 1987 | 198 cm | 102 kg |  |
| 7  | Spagna (bandiera)                          | C     | Yankuba Sima        | 1996 | 211 cm | 102 kg |  |
| 9  | Italia (bandiera)                          | GA    | Riccardo Moraschini | 1991 | 194 cm | 103 kg |  |
| 10 | Italia (bandiera)                          | P     | Andrea De Nicolao   | 1991 | 185 cm | 75 kg  |  |
| 11 | Uruguay (bandiera) · Italia (bandiera)     | P     | Jayson Granger      | 1989 | 188 cm | 91 kg  |  |
| 15 | Italia (bandiera)                          | AC    | Matteo Chillo       | 1993 | 203 cm | 103 kg |  |
| 23 | Stati Uniti (bandiera) · Italia (bandiera) | AG    | Jeff Brooks         | 1989 | 203 cm | 94 kg  |  |
| 35 | Stati Uniti (bandiera)                     | AG    | Derek Willis        | 1995 | 206 cm | 106 kg |  |
| 40 | Italia (bandiera)                          |       | Andrea Gattel       | 2005 |        |        |  |
| 40 | Italia (bandiera)                          | PG    | Alessandro Chapelli | 2004 | 194 cm | 92 kg  |  |
| 50 | Stati Uniti (bandiera)                     | C     | Mitchell Watt       | 1989 | 208 cm | 106 kg |  |
| 95 | Francia (bandiera)                         | G     | Adam Mokoka         | 1998 | 193 cm | 86 kg  |  |
| -  | Italia (bandiera)                          | C     | Lorenzo Vanin       | 2004 | 208 cm | 97 kg  |  |
| -  | Italia (bandiera)                          | P     | Francesco Barbero   | 2005 | 178 cm |        |  |

| Allenatore |
| - Walter De Raffaele (fino al 5 febbraio) - Neven Spahija (dall'8 febbraio)                                    |
| Assistente/i                                                                                                   |
| - Simone Bianchi - Alberto Billio - Gianluca Tucci Legenda - (C) Capitano - (IN) Inattivo - Infortunato Roster |

## Mercato

### Sessione estiva
| Acquisti | Acquisti            | Acquisti          | Acquisti      | Acquisti |
| R.       | Nome                | da                | Modalità      |          |
| -------- | ------------------- | ----------------- | ------------- | -------- |
| PG       | Marco Spissu        | UNICS Kazan'      | svincolato    |          |
| PG       | Jayson Granger      | Saski Baskonia    | svincolato    |          |
| G        | Leonardo Biancotto  | San Giobbe Chiusi | fine prestito |          |
| G        | Federico Miaschi    | Treviglio         | fine prestito |          |
| G        | Allerik Freeman     | CSKA Mosca        | svincolato    |          |
| G        | Riccardo Moraschini | Free agent        | svincolato    |          |
| A        | Jordan Parks        | Napoli Basket     | svincolato    |          |
| AG       | Derek Willis        | Joventut Badalona | svincolato    |          |
| AC       | Matteo Chillo       | Universo Treviso  | svincolato    |          |
| C        | Yankuba Sima        | Manresa           | svincolato    |          |
| C        | Amedeo Tessitori    | Virtus Bologna    | svincolato    |          |

| Cessioni | Cessioni           | Cessioni           | Cessioni          | Cessioni |
| R.       | Nome               | a                  | Modalità          |          |
| -------- | ------------------ | ------------------ | ----------------- | -------- |
| P        | Julyan Stone       | Scafati Basket     | fine contratto    |          |
| P        | Jordan Theodore    | Samara             | fine contratto    |          |
| G        | Leonardo Biancotto | Sangiorgese Basket | fine contratto    |          |
| G        | Federico Miaschi   | U.C.C. Piacenza    | fine contratto    |          |
| G        | Stefano Tonut      | Olimpia Milano     | fine contratto    |          |
| G        | Michele Vitali     | Pall. Reggiana     | fine contratto    |          |
| GA       | Bruno Cerella      | Treviglio          | fine contratto    |          |
| A        | Austin Daye        | N. T. Kings        | fine contratto    |          |
| AC       | Martynas Echodas   | Rytas Vilnius      | fine contratto    |          |
| AC       | Valerio Mazzola    | V.L. Pesaro        | fine contratto    |          |
| C        | Jordan Morgan      | Konyaspor          | fine contratto    |          |
| C        | Luca Possamai      | San Giobbe Chiusi  | riscatto prestito |          |

### Dopo l'inizio della stagione
| Acquisti | Acquisti     | Acquisti      | Acquisti         | Acquisti   |
| R.       | Nome         | da            | Data             | Modalità   |
| -------- | ------------ | ------------- | ---------------- | ---------- |
| G        | Kendrick Ray | Igokea        | 13 febbraio 2023 | svincolato |
| G        | Adam Mokoka  | Oklahoma Blue | 31 marzo 2023    | svincolato |

| Cessioni | Cessioni        | Cessioni        | Cessioni        | Cessioni    |
| R.       | Nome            | a               | Data            | Modalità    |
| -------- | --------------- | --------------- | --------------- | ----------- |
| C        | Yankuba Sima    | Málaga          | 12 gennaio 2023 | rescissione |
| G        | Allerik Freeman | Beşiktaş        | 3 febbraio 2023 | rescissione |
| G        | Kendrick Ray    | Canterbury Rams | 28 marzo 2023   | rescissione |